# Kende (Titel)
Kende, auch Kündü, Titel des Sakralkönigs der Magyaren im 9. Jahrhundert. 
Die Bezeichnung leitet sich vom chasarischen kndr khagan ab, dem nach dem khagan (Großfürst) und dem khagan bh (Beg) dritthöchsten Oberhaupt der nomadisch lebenden Chasaren. Von ihnen übernahmen die Magyaren, die über Jahrhunderte Teil des zentralasiatischen Chasaren-Reichs waren, die Doppelspitze eines sakralen bzw. zeremoniellen (kende) und eines militärischen Anführers (gyula). Bekanntester Kende ist Kursan aus der Zeit der ungarischen Landnahme um 895.